# Tenuipalpus haripuriensis
Tenuipalpus haripuriensis är en spindeldjursart som beskrevs av Akbar och Mohammad Nazeer Chaudhri 1981. Tenuipalpus haripuriensis ingår i släktet Tenuipalpus och familjen Tenuipalpidae. Inga underarter finns listade i Catalogue of Life.